# Макаров, Константин Григорьевич
Константин Григорьевич Макаров (21 мая 1916 — 24 июля 1980) — советский военнослужащий, командир расчёта орудия 258-го отдельного истребительно-противотанкового дивизиона 338-й стрелковой дивизии, старший сержант.

## Биография
Родился 21 мая 1916 года в городе Калуга в семье служащего. Окончил 7 классов и школу фабрично-заводского обучения при Калужском заводе наркомата путей сообщения. Работал на этом же заводе слесарем по сборке путеукладочных кранов. С целью их внедрения выезжал в Финляндию, на строительство железной дороги Акмолинск-Карталы. Перед войной трудился на машиностроительном заводе имени Тельмана. Как специалист, имел бронь, на фронт мобилизован не был. С приходом противников вынужден был остаться в оккупированном городе.
В феврале 1942 года, после освобождения города, был призван в Красную Армию. Направлен в 18-ю стрелковую бригаду. В первые месяцы служил шофёром в автороте, подвозил боеприпасы, продукты, раненых. Затем был зачислен в 3-ю батарею 258-го отдельного истребительно-противотанкового дивизиона формирующейся 338-й стрелковой дивизии. С этой частью прошел всю войну.
Первое время был ящичным, подносчиком снарядов. Пока часть стояла в обороне, освоил профессию наводчика. Рядом с ним в расчёте был брат Николай. За бои на реке Угра был награждён медалью «За отвагу». К концу 1943 года сержант Макаров был уже командиром расчёта 45-мм орудия.
30 июля 1944 года в боях при форсировании реки Еся в районе города Годлево старший сержант Макаров с расчётом огнём прикрывал переправу стрелковых подразделений, повредил самоходное орудие «фердинанд». Был ранен, но остался в строю. В дальнейших боях уничтожил 5 пулеметов и орудие.
Приказом по частям 338-й стрелковой дивизии от 16 августа 1944 года старший сержант Макаров Константин Григорьевич награждён орденом Славы 3-й степени.
23 октября 1944 года при отражении контратаки противника в районе населенного пункта Пилькаллен старший сержант Макаров подбил танк, уничтожил 3 пулемета и свыше 10 пехотинцев. Был представлен к награждению орденом Отечественной войны 2-й степени.
Приказом по войскам 39-й армии от 26 ноября 1944 года старший сержант Макаров Константин Григорьевич награждён орденом Славы 2-й степени.
19 февраля 1945 года в бою у населенного пункта Лансдорф старший сержант Макаров остался у орудий только с наводчиком. Тяжёлый танк «Тигр» вёл огонь из-за укрытия. Чтобы обнаружить вражеский танк, сам вышел на открытое место и вызвал огонь на себя. Танк открыл огонь из пулемёта, был обнаружен наводчиком и подожжён. За этот бой был представлен к награждению орденом Славы 1-й степени, но приказом командующего 39-й армии был награждён орденом Отечественной войны 2-й степени.
В апреле 1945 года при прорыве обороны противника западнее города Кенигсберг расчёт старшего сержанта Макарова двигался в боевых порядках пехоты, ликвидировал 2 пулемёта. 6 апреля в районе населенного пункта Катценблик точным огнём подавил 1 крупнокалиберный пулемёт и открыл путь наступающей пехоте. Был ранен, но остался у орудия. 7 апреля прямой наводкой разбил орудие врага, ведшее огонь по стрелкам. 8 апреля в районе населенного пункта Метгетен из личного оружия истребил свыше 10 солдат противника. Был вторично ранен, на этот раз в голову.
За эти бои 10 апреля был вторично представлен к награждению орденом Славы 1-й степени. К этому последнему бою на счету расчёта Макарова было 6 подбитых танков. День Победы встретил в госпитале в городе Каунас, здесь узнал о высокой награде.
После выздоровления, не долечившись, сбежал в свой полк. Вместе с частью убыл на Дальний Восток.
Указом Президиума Верховного Совета СССР от 29 июня 1945 года за исключительное мужество, отвагу и бесстрашие, проявленные на заключительном этапе Великой Отечественной войны в боях с вражескими захватчиками старший сержант Макаров Константин Григорьевич награждён орденом Славы 1-й степени. Стал полным кавалером ордена Славы.
Участник войны с милитаристской Японией 1945 года, участвовал в переходе через Хинган. В 1946 году был демобилизован.
Вернулся в родной город. Работал слесарем-инструментальщиком на Калужском заводе автомотоэлектрооборудования, в 1976 году вышел на пенсию. Жил в городе Калуга. Скончался 24 июля 1980 года. Похоронен на Пятницком кладбище Калуги.
Награждён орденами Отечественной войны 2-й степени, Славы 3-х степеней, медалью «За отвагу».
Имя Константина Григорьевича Макарова носит основная общеобразовательная школа № 27 г. Калуги.